# Ocean Colour Scene (album)
Ocean Colour Scene je název debutového alba britské stejnojmenné rockové skupiny (Ocean Colour Scene).

## Seznam skladeb
1. „Talk On“ – 4:04
2. „How About You“ – 3:14
3. „Giving it All Away“ – 4:10
4. „Justine“ – 3:33
5. „Do Yourself A Favour“ – 3:47
6. „Third Shade of Green“ – 4:40
7. „Sway“ – 3:41
8. „Penny Pinching Rainy Heaven Days“ – 3:14
9. „One of Those Days“ – 4:14
10. „Is She Coming Home“ – 6:02
11. „Blue Deep Ocean“ – 4:56
12. „Reprise“ – 1:30

## Obsazení
- Steve Cradock – kytara, klávesy, doprovodné vokály
- Simon Fowler – kytara, zpěv
- Oscar Harrison – bicí, doprovodné vokály
- Tony Hennigan – violoncello, flétna
- Iain Huddy – perkuse
- Damon Minchella – baskytara
- Alison Moyet – doprovodné vokály